# Eumeces
Eumeces – rodzaj jaszczurek z podrodziny Scincinae w rodzinie scynkowatych (Scincidae).

## Zasięg występowania
Rodzaj obejmuje gatunki występujące w północnej Afryce oraz od Bliskiego Wschodu po Kaukaz, Azję Środkową i Pakistan, być może także w zachodnich Indiach.

## Systematyka

### Etymologia
Eumeces: gr. ευμηκης eumēkēs „długi, wielki, wysoki”, od ευ eu „dobry, ładny”; μηκος mēkos „długość, wysokość”.

### Podział systematyczny
Do rodzaju należą następujące gatunki:
- Eumeces algeriensis Peters, 1864
- Eumeces blythianus (Anderson, 1871)
- Eumeces cholistanensis Masroor, 2009
- Eumeces indothalensis Khan & Khan, 1997
- Eumeces persicus Faizi, Rastegar-Pouyani, Rastegar-Pouyani, Nazarov, Heidari, Zangi, Orlova & Poyarkov, 2017
- Eumeces schneiderii (Daudin, 1802) – scynk długonogi
- Eumeces zarudnyi Nikolsky, 1900